# Лоугілл Тауншип (округ Лігай, Пенсільванія)
Лоугілл Тауншип (англ. Lowhill Township) — селище (англ. township) в США, в окрузі Лігай штату Пенсільванія. Населення — 2292 особи (2020).

## Демографія
Згідно з переписом 2010 року, у селищі мешкали 2173 особи в 808 домогосподарствах у складі 645 родин. Було 836 помешкань
Расовий склад населення:
| - 96,9 % — білих - 0,8 % — чорних або афроамериканців - 0,6 % — азіатів |

До двох чи більше рас належало 1,4 %. Частка іспаномовних становила 1,3 % від усіх жителів.
За віковим діапазоном населення розподілялося таким чином: 21,7 % — особи молодші 18 років, 63,8 % — особи у віці 18—64 років, 14,5 % — особи у віці 65 років та старші. Медіана віку мешканця становила 45,6 року. На 100 осіб жіночої статі у селищі припадало 97,9 чоловіків;  на 100 жінок у віці від 18 років та старших — 100,0 чоловіків також старших 18 років.
Середній дохід на одне домашнє господарство  становив 103 323 долари США (медіана — 91 452), а середній дохід на одну сім'ю — 108 709 доларів (медіана — 94 028). Медіана доходів становила 51 719 доларів для чоловіків та 44 141 долар для жінок. За межею бідності перебувало 4,2 % осіб, у тому числі 6,6 % дітей у віці до 18 років та 5,4 % осіб у віці 65 років та старших.
Цивільне працевлаштоване населення становило 1152 особи. Основні галузі зайнятості: освіта, охорона здоров'я та соціальна допомога — 22,7 %, виробництво — 18,2 %, роздрібна торгівля — 11,5 %, науковці, спеціалісти, менеджери — 8,9 %.